# عطاءات رجل عائلة
عطاءات رجل عائلة (بالألمانية: Die Sorge des Hausvaters) قصة قصيرة ألمانية من تأليف الكاتب التشيكي فرانز كافكا، كتبها في الفترة من عام 914 وحتى 1917، وفي 1919 نُشرت في مجموعة قصص قصيرة لكافكا «طبيب ريفي» (Ein Landarzt) من قبل كورت وولف.

## القصة
القصة تتحدث عن أودرادك (Odradek) وهو مخلوق حير العديد من الفلاسفة ونقاد الأدب الذين حاولوا جاهدين تفسيره. تبدأ القصة بنقاش حول الأصول اللغوية لاسم الكائن، ومن ثم تتطرق إلى وصف مفصل له ولبيئته وعاداته وطريقه حديثه وأخيراً التساؤل عن نهايته ومستقبله والشكوك المخيفة حول إمكانية موته.

## وصلات خارجية
- عطاءات رجل عائلة، على ويكي مصدر الألمانية.
- عطاءات رجل عائلة، على جود ريدز.